# Аліса Селезньова
Аліса Ігорівна Селезньова (нар. 17 листопада 2070, Москва) — головна героїня циклу дитячих фантастичних книг Кира Буличова «Пригоди Аліси» та їх екранізацій і похідних робіт, таких, як «Таємниця третьої планети», «Гостя з майбутнього» та «Аліса знає, що робити!». Аліса — дівчинка, яка живе в Москві в кінці XXI століття.

## Появи персонажа
Вперше Аліса з'явилася на сторінках книг 1965 року, коли у щорічному альманасі «Світ пригод» з'явилися перші оповідання про неї під загальною назвою «Дівчинка, з якою нічого не станеться».
Дівчинку названо на честь дочки письменника, Аліси Можейко (Лютомської), а батьки отримали, відповідно, імена самого Буличова (Ігоря Можейко) та його дружини Кіри. Мамі Аліси також було передано професію Кіри Можейко — архітектор. Однак ні зовні, ні характером, за словами автора, персонаж з його дочкою не списано.
Книги про Алісу було перекладено десятками мов.[джерело?] Разом з книгами випущено також діафільми, два радянські та два російські мультфільми, три радянські та ряд зарубіжних художніх фільмів, присвячених пригодам Аліси Селезньової. Пік популярності та відомості персонажу припав на другу половину 1980-х років, після виходу телефільму Гостя з майбутнього. Образ Аліси й досі має попит у кіно — до виходу готуються нові фільми про її пригоди.

## Образ персонажа
Аліса — дівчинка шкільного віку, яка мешкає у футуристичній Москві кінця XXI століття. Зовнішність Аліси описано так: це світловолоса дівчинка високого зросту та спортивної статури, одягнена зазвичай у «чоловічий» одяг (шорти та майку, чи комбінезон). У більшості книг її вік залишається близько 12 років. Аліса навчається у середній школі, член гуртка юних натуралістів. Згідно з книгою «Подорож Аліси» («Дівчинка з Землі»), Аліса навчається у другому класі («Адже третій „Б“ полетів у повному складі ще вночі в мішках з-під картоплі на вантажній баржі. Вони-то будуть на стадіоні, а наші другі класи — ні»), тоді як у книзі «Сто років тому вперед» Аліса розповідає школярці Юлі Грибковій, що в її часу у школах «немає класів і немає літер», а «лише групи за інтересами» (щоправда, у фільмі «Гостя з майбутнього», знятому по цій повісті, Аліса говорить, що навчається у шостому класі).
Самостійно, разом з батьком або друзями побувала на багатьох далеких планетах, у підземних глибинах і в Атлантиді, а також у далекому минулому (в тому числі в «епосі легенд» 26 тисяч років тому) та в XX столітті (1976 рік).
Аліса — єдина дитина в родині. Батько — знаменитий космозоолог, професор зоології Ігор Селезньов, директор московського зоопарку майбутнього — КосмоЗоо. Автор багатьох друкованих праць (особливо книги «Звірі далеких планет»), постійний автор галактичного журналу «Вісник космозоології». Мати — відомий архітектор Сонячної системи Кіра Селезньова. Відома спорудами Нукуського стадіону та культурного центру на астероїді Паллада. Аліса набагато більше часу проводить з батьком, аніж з матір'ю.
Характер Аліси імпульсивний, енергійний і заповзятливий. Дорослих вона постійно дивує своєю дитячою безпосередністю, винахідливістю та безстрашшям. Часто її дивовижні здогадки виявляються правильнішими за наукові гіпотези дорослих учених. У парі з однолітками — особливо Пашкою Гераскіним й аналогічними персонажами — Аліса, навпаки, часто відіграє роль скептика та врівноваженого, спокійного члена команди. Аліса чесна, упевнена, що «якщо можна не брехати — краще не брехати», проте вважає допустимим прояв хитрості стосовно батьків або інших дорослих, якщо є підстави вважати, що дорослі завадять здійсненню планів через свою надмірну турботу про добробут та безпеку дітей.

### Дата народження
Твори, в яких діє Аліса Селезньова, створювалися протягом сорока років, і автор, за власним зізнанням, не дотримувався якої-небудь продуманої «хронології майбутнього», описуючи пригоди своєї героїні. Можна помітити, що в більшості випадків час дії у книгах про Алісу відстає від моменту написання книги приблизно на 100—110 років вперед, відповідно, і дата народження Аліси, якій в більшості книг від 9 до 12 років, «плаває». Отже питання про дату народження Аліси однозначної відповіді не має. Якщо ж намагатися врахувати всі численні хроноподорожі Аліси, співвідношення її реального біологічного віку та календарних дат стає ще заплутанішим.
Стосовно місяця та числа все більш-менш однозначно:
- «Народилась Аліса 17 листопада» — цією фразою починається повість «День народження Аліси». Точніше, 17 листопада, у другій половині XXI століття.
- У повісті «Острів іржавого лейтенанта» дія відбувається на початку літніх канікул (квітень-червень) 2089 року (відзначається 300-річчя взяття Бастилії). Алісі 9 років і два місяці, тобто вона мала б народитися у другій половині березня — першій половині квітня. Проте, згідно з оповіданням «Другорічники», дія якого відбувається незадовго до подій «Острова іржавого лейтенанта», біологічний вік Аліси має різницю мінус півроку відносно земного календаря через розсинхронізацію каналів між хронопотоками при несанкціонованому переміщенні Аліси в минуле. Так, що якщо вважати, що в «Острові…» названо біологічний вік дівчинки, то дату народження 17 листопада (з урахуванням того, що вона прямо названа автором) можна вважати такою, що не суперечить решті посилань на вік.

Що ж стосується року народження, то все набагато менше визначено. Рік народження Аліси невідомий, оскільки у творах Кіра Буличова жодного разу не згадується безпосередньо. Ті дати, що згадуються у різних книгах, дозволяють вирахувати декілька варіантів. Основні прямо зазначені у книгах прив'язки до хронології зводяться до наступного:
- Повісті «Мандрівка Аліси» та «День народження Аліси» разом дають досить визначену дату народження Аліси. В першій повести 3 березня 2074 року Громозека в Місячному ресторані дав автограф «прекрасній землянці», а наступного року восени Алісі виповнилося 10 років. Отже, дата народження Аліси — 17 листопада 2065 року.
- Частина дії повісті «Сто років тому вперед», яка відбувається у майбутньому, починається 11 квітня 2082 року. Алісі 11 років. Якщо вважати, що народилася вона восени, то це була осінь 2070 року.
- Як уже розповідалося вище, події «Острова іржавого лейтенанта» відбуваються протягом літніх канікул 2089 року, й Алісі 9 років і два місяці, тобто дата народження припадає на 2080 рік (або, з урахуванням «пропущеного» півріччя, на 2079).

Дослідник біографії Аліси Андрій Бусигін, проаналізувавши всі романи та повісті про неї, запропонував приблизну хронологію пригод Аліси (у деяких випадках зсунувши зазначені у книгах роки, оскільки вони суперечать один одному) та прив'язав події, що відбувалися у книгах, до наступних дат майбутнього:
1. Дівчинка, з якою нічого не станеться: 2083—2086
2. Заповідник казок: весна 2087
3. Козлик Іван Іванович: весна 2087
4. Мандрівка Аліси: літо 2088
5. Другорічники: осінь 2088 — весна 2089
6. Іржавий Фельдмаршал: червень 2089
7. День народження Аліси: осінь 2089
8. Лілова куля: зима 2089—2090
9. Полонені астероїда: липень 2090
10. Мільйон пригод: весна — літо 2091
11. Сто років тому вперед: квітень 2092
12. В'язні «Ямагірі-Мару»: весна 2092
13. Кінець Атлантиди: весна 2092
14. Гай-До: липень 2092
15. Місто без пам'яті: серпень 2092
16. Аліса і хрестоносці: вересень 2092

Рік народження Аліси за цією хронологією — 2079—2080.

## Вибрана бібліографія
Перераховані лише повнометражні романи.
- 1965 — Дівчинка, з якою нічого не станеться
- 1968 — Іржавий Фельдмаршал
- 1974 — Мандрівка Аліси
- 1974 — День народження Аліси
- 1976 — Мільйон пригод
- 1978 — Сто років тому вперед
- 1981 — Полонені астероїда
- 1983 — Лілова куля
- 1985 — Заповідник казок
- 1985 — Козлик Іван Іванович
- 1986 — Гай-До
- 1987 — Кінець Атлантиди
- 1988 — Місто без пам'яті
- 1989 — Підземний човен
- 1992 — Війна з ліліпутами
- 1993 — Аліса і хрестоносці
- 1994 — Випромінювач доброти
- 1995 — Діти динозаврів
- 1996 — Сищик Аліса
- 1996 — Привидів не існує (Привидів не буває)
- 1997 — Небезпечні казки
- 1997 — Планета для тиранів
- 1999 — Таємниця чорного каменя
- 1999 — Аліса і чудовисько
- 2001 — Зоряний пес
- 2001 — Вампір Сутінкс
- 2003 — Аліса та Алісія

## Аліса в уявленні художників
Класичною мальованою реалізацією образу Аліси Селезньової став варіант Євгена Мигунова, хоча він дещо відрізнявся від початкового, авторського: висока дівчинка зі світлим волоссям у Буличова перетворилася на невисоку та русяву у Мигунова. У варіанті Мигунова всіляко підкреслюються дитячі ознаки, а спортивність авторського образу компенсується динамічністю малюнка. Буличов не раз казав, що сам він тепер уявляє Алісу лише як «мігуновською», і називав художника своїм співавтором.
Мігуновський образ став своєрідним зразком, на який роблять схожими власні варіанти багато інших ілюстраторів, а також деякою мірою вплинув на мультиплікаційний варіант Наталі Орлової у мультфільмі Романа Качанова «Таємниця третьої планети», в якому вперше у вітчизняному кінематографі з'явився образ Аліси. Прототипом Аліси для художниці-постановниці слугувала семирічна дочка Катерина Семенова (а прототипом капітана Зеленого — чоловік Тенгіз Семенов).
У 2009 році на екрани вийшов вітчизняний повнометражний мультиплікаційний фільм «День народження Аліси», роль якої озвучила Яся Миколаєва. Образ Аліси у ньому дуже схожий на образ з мультфільму «Таємниця третьої планети». У мультфільмі як камео роль капітана космічного корабля озвучила Наталія Гусєва, яка виконувала роль Аліси Селезньової у фільмі «Гостя з майбутнього».
В кінці квітня 2011 року у ЗМІ з'явився тизер мультсеріалу «Аліса у Сколково», що створюється компанією «Базелевс». Прем'єра серіалу Аліса знає, що робити! відбулася 16 листопада 2013 року на телеканалі СТС.

## У художніх фільмах
У телефільмах «Гостя з майбутнього» та «Лілова куля» Павла Арсенова роль Аліси виконала Наташа Гусєва. Образ героїні у цих екранізаціях значно далі від книжкового, ніж мігуновський і качанівський, як за зовнішністю, так і за характером. Аліса у цих фільмах — «неземна» дівчинка з великими очима та теплим поглядом, довірлива, щира та відкрита.
У фільмі «Острів іржавого генерала» роль Аліси зіграла Катя Прижбіляк. Її Аліса — худорлява тендітна дівчинка з сірими очима та довгим темно-русявим волоссям, зібраним у «хвостик», — мабуть, найдальший від мігуновських ілюстрацій варіант.
У червні 2008 року стало відомо про початок знімань нового фільму про Алісу Селезньову — «Пригоди Аліси Селезньової. Полонені трьох планет», у якому роль Аліси мала зіграти Дарина Мельникова, проте з тих пір проект було заморожено, але роль Аліси у Дарини все-таки продовжилась — Аліса заговорила її голосом у новому мультсеріалі Аліса знає, що робити!.

## Цікаві факти
- На честь Аліси Селезньової затверджено щорічну літературну премію «Аліса»[8]. До 2003 року Буличов вручав її особисто.
- У 2004 році Кіру Буличову було присуджено Російську літературну премію імені Олександра Гріна (посмертно) — за серію оповідань про Алісу Селезньову.
- В Москві існує Алея імені Аліси Селезньової, висаджена групою прихильників Аліси з фільму «Гостя з майбутнього».

## Фільмографія
- «Таємниця третьої планети» (1981) — мальований мультфільм (голос Аліси — Ольга Громова)
- «Гостя з майбутнього» (1984) (в ролі Аліси Наташа Гусєва)
- «Лілова куля» (1987) (в роли Аліси Наташа Гусєва)
- «Острів іржавого генерала» (1988) (в роли Аліси Катя Прижбіляк)
- В'язні «Ямагірі-мару» (1990) — ляльковий мультфільм
- «Záhada tří kapitánů» (Таємниця трьох капітанів) (1990) — чехословацький телесеріал (в ролі Аліси — Клара Яндова)[9]
- «Dziewczynka, której nigdy nie zdarzy się nic złego» (Дівчинка, з якою нічого не станеться) (1994) — польський телеспектакль (в ролі Аліси — Ягода Стах[pl])[10].
- «День народження Аліси» (2009) — повнометражний мультфільм (голос Аліси — Ярослава Миколаєва)
- Пригоди Аліси. Полонені трьох планет (фільм у процесі знімань) — (в ролі Аліси — Дарина Мельникова).
- Аліса знає, що робити! (2012) — мультсеріал з пригодами все тієї самої Аліси Селезньової[11], в основу якого покладено твір Кіра Буличова «Подорож Аліси». Виробництвом мультфільму займається ГК «Рікі», на рахунку якої серіал «Смішарики», спільно з ГК «Базелевс» Тимура Бекмамбетова. Поки що заплановано знімання 24 серій, тривалість кожної 26 хвилин.

## Відеоігри
- «Таємниця третьої планети» (2003) — платформер.
- «Подорож Аліси» (Step Creative Group, 2005) — квест.
- «Аліса і космічний дракон» (2006) — квест.
- «Таємниця третьої планети. Аліса і лілова куля» (2009) — квест.

### Фан-сайти
- Офіційний сайт серіалу «Гостя з майбутнього» [Архівовано 16 вересня 2016 у Wayback Machine.]
- Фан-клуб «Гості з майбутнього» — інтерв'ю з Наташею Мурашкевич й іншими акторами
- Аліса Селезньова. Енциклопедія — книги, фільми, дійові особи, світ Аліси Селезньової та багато іншого [Архівовано 6 вересня 2016 у Wayback Machine.]
- Аліса Селезньова. [Архівовано 16 листопада 2015 у Wayback Machine.] Офіційний сайт мультфільму «Аліса знає, що робити!»
- Дещо інша хронологія [Архівовано 31 серпня 2016 у Wayback Machine.]
- Слова Аліси у фільмі «Гостя з майбутнього» [Архівовано 3 вересня 2016 у Wayback Machine.]
- Планета на ім'я Аліса — фан-портал [Архівовано 4 березня 2016 у Wayback Machine.]

### Статті і передачі
- Портрет героя: Аліса Селезньова [Архівовано 20 березня 2015 у Wayback Machine.] — Журнал «Мир фантастики»
- «Зоря на ім'я Аліса». [Архівовано 11 березня 2011 у Wayback Machine.] Телесюжет. [Архівовано 11 березня 2011 у Wayback Machine.] Телестудія Роскосмосу.
- Аліса знає, що робити!